# Sven-Gunnar Tillius
Carl Sven-Gunnar Tillius, född den 17 oktober 1937 i Göteborg, död den 12 november 1999 på Lidingö, var en svensk civilekonom. Han var son till Carl Tillius.
Tillius diplomerades från Handelshögskolan i Göteborg 1962. Han var abonnemangschef och teatersekreterare vid Folkteatern i Göteborg 1958–1960, ekonomichef vid Stora teatern i Göteborg 1964–1969, verkställande direktör och administrativ chef för aktiebolaget Teatertjänst och stiftelsen Skådebanan i Stockholm 1969–1974, ekonomichef vid Göteborgs stadsteater 1970–1972, vice verkställande direktör och ekonomichef vid Kungliga teatern 1973–1987, verkställande direktör för Göteborgs musikteater 1987–1993, verkställande direktör för Västerås musiksällskap från 1994 och vice direktör för stiftelsen Dansens hus i Stockholm från 1994. Tillius var ordförande i Riksföreningen för ridningens främjande 1985–1992. Han vilar på Lidingö kyrkogård.